# Coppa CEV 2007-2008 (femminile)
La Coppa CEV di pallavolo femminile 2007-2008 è stata la 28ª edizione del secondo torneo pallavolistico europeo per club; iniziata a partire dal 24 novembre 2007, si è conclusa con la final-four di Belgrado, in Serbia, il 16 marzo 2008. Alla competizione hanno partecipato 32 squadre e la vittoria finale è andata per la prima volta al Robursport Volley Pesaro.

## Squadre partecipanti
| - Albacete - USSP Albi - AMVJ - Panathīnaïkos - Rabitə Baku - Atlant Baranoviči - Stella Rossa - BKS | - Dinamo Bucarest - Diego Porcelos - Pałac Bydgoszcz - Franches-Montagnes - Metal Galați - VDK Gent - Holte - Karşıyaka | - Samorodok - Asteríx Kieldrecht - Klagenfurt - Köniz - AEK Larnaca - Le Cannet - Longa'59 - Madeira | - Minčanka - HIT Nova Gorica - Džynestra - Osijek - Robursport Pesaro - 80 Pétange - Ribeirense - HAOK Mladost |

## Sedicesimi di finale

### Squadre qualificate
| - Albacete - AMVJ - Atlant Baranoviči (8:15)* - Stella Rossa (10:15)* - BKS - Pałac Bydgoszcz - Metal Galați (15:9)* - Samorodok | - Asteríx Kieldrecht - Köniz - Le Cannet - Minčanka - HIT Nova Gorica - Džynestra - Osijek - Robursport Pesaro |

* Qualificata tramite golden-set

## Ottavi di finale

### Squadre qualificate
- Albacete
- Atlant Baranoviči (15:6)*
- Stella Rossa
- BKS (13:15)*
- Pałac Bydgoszcz
- Samorodok
- Le Cannet
- Robursport Pesaro

## Quarti di finale

### Squadre qualificate
- Stella Rossa
- Samorodok
- Le Cannet (11:15)*
- Robursport Pesaro

## Final-four
La final-four si è disputata a Belgrado ( Serbia) e gli incontri si sono svolti allo SC Pionir. Le semifinali si sono disputate sabato 15 marzo, mentre la finale 3º/4º posto e la finalissima si sono giocate domenica 16 marzo.

### Finali 1º e 3º posto
|  | Semifinali        | Semifinali        | Semifinali |           |                   | Finale             | Finale             | Finale             |  |
|  |                   |                   |            |           |                   |                    |                    |                    |  |
|  | Robursport Pesaro | Robursport Pesaro | 3          |           |                   |                    |                    |                    |  |
|  | Robursport Pesaro | Robursport Pesaro | 3          |           |                   |                    |                    |                    |  |
|  | Samorodok         | Samorodok         | 0          |           |                   |                    |                    |                    |  |
|  | Samorodok         | Samorodok         | 0          |           | Robursport Pesaro | Robursport Pesaro  | 3                  |                    |  |
|  |                   |                   |            |           | Robursport Pesaro | Robursport Pesaro  | 3                  |                    |  |
|  |                   |                   | Le Cannet  | Le Cannet | 0                 |                    |                    |                    |  |
|  | Stella Rossa      | Stella Rossa      | Le Cannet  | Le Cannet | 0                 | 2                  |                    |                    |  |
|  | Stella Rossa      | Stella Rossa      |            |           |                   | 2                  |                    |                    |  |
|  | Le Cannet         | Le Cannet         | 3          |           |                   | Finale 3º/4º posto | Finale 3º/4º posto | Finale 3º/4º posto |  |
|  | Le Cannet         | Le Cannet         | 3          |           |                   |                    |                    |                    |  |
|  |                   |                   |            |           |                   |                    |                    |                    |  |
|  |                   |                   |            |           |                   | Samorodok          | Samorodok          | 2                  |  |
|  |                   |                   |            |           |                   | Samorodok          | Samorodok          | 2                  |  |
|  |                   |                   |            |           |                   | Stella Rossa       | Stella Rossa       | 3                  |  |